# 틸다 스윈튼
캐서린 머틸다 "틸다" 스윈튼(영어: Katharine Matilda "Tilda" Swinton 틸다 스윈턴[*], 1960년 11월 5일~)은 스코틀랜드의 배우이다. 스윈튼은 《올란도》, 《번 애프터 리딩》, 《비치》, 《나니아 연대기: 새벽 출정호의 항해》 등 많은 영화에 출연했으며 《딥 엔드》, 《케빈에 대하여》로 골든 글로브상 후보에 오르기도 했다. 《마이클 클레이튼》으로 2008년 아카데미 여우조연상을 수상했다.

## 어린 시절

### 출생
틸다 스윈튼은 잉글랜드 런던에서 태어났다. 스윈튼가는 중세의 사료에 따르면 고대 앵글로-스코틀랜드 혈통의 집안이다.
아버지 존 스윈튼은 군인이자 공무원으로, 육군 소장으로 예편하여 1989년부터 2000년까지 베릭셔 카운티의 부지사(Deputy Lieutenant)를 맡은 인물이며 그 공로로 경(Sir)의 호칭을 받은 인물이기도 하다. 어머니 주디스 밸푸어(Judith Balfour)는 오스트레일리아 출신이다.
아버지쪽 증조할아버지는 문장관(Officer of arms)을 지낸 스코틀랜드의 정치가 조지 스윈튼이며, 어머니쪽 증조할아버지는 스코틀랜드의 식물학자 존 허턴 밸푸어이다.

### 학창 시절
스윈튼은 퀸스게이트 스쿨(Queen's Gate School), 웨스트히스 여학교(The New School at West Heath), 페티스 칼리지(Fettes College) 등 사립 학교 3곳에서 교육받았다. 이 중 웨스트히스 여학교에 다닐 때는 다이애나 왕세자비와 동창으로 지내기도 하였다. 이후 케임브리지 대학교의 뉴홀 칼리지(現 머리 에드워즈 칼리지)에서 사회학, 정치학을 전공해 1983년 졸업했다. 대학교 시절 스윈튼은 영국 공산당에 가입했고, 이후에는 스코틀랜드 사회당에 가입했다.

## 출연 작품
| 연도   | 영화                                      | 배역                                               | 비고                                                                              |
| ------ | ----------------------------------------- | -------------------------------------------------- | --------------------------------------------------------------------------------- |
| 1986년 | 카라밧지오                                |                                                    |                                                                                   |
| 1987년 | 대영제국의 몰락                           |                                                    |                                                                                   |
| 1989년 | 전쟁 레퀴엠                               |                                                    |                                                                                   |
| 1990년 | 가든                                      |                                                    |                                                                                   |
| 1991년 | 에드워드 2세                              |                                                    | 제48회 베네치아 국제 영화제 (볼피컵 여우주연상)                                   |
| 1993년 | 블루                                      |                                                    |                                                                                   |
| 1993년 | 올란도                                    |                                                    | 제19회 시애틀 국제 영화제 (여우주연상) 제33회 데살로니키 국제 영화제 (여우주연상) |
| 1993년 | 비트겐슈타인                              |                                                    |                                                                                   |
| 1994년 | 리멤브랜스 오브 씽스 패스트               |                                                    |                                                                                   |
| 1996년 | 성도착증 여자                             | 이브 스티븐스                                      |                                                                                   |
| 1998년 | 사랑의 악마                               |                                                    |                                                                                   |
| 1999년 | 전쟁 지역                                 |                                                    |                                                                                   |
| 2000년 | 비치                                      |                                                    |                                                                                   |
| 2000년 | 큐비스트                                  |                                                    |                                                                                   |
| 2001년 | 딥 엔드                                   |                                                    |                                                                                   |
| 2001년 | 바닐라 스카이                             |                                                    |                                                                                   |
| 2002년 | 어댑테이션                                | 발레리 토마스                                      |                                                                                   |
| 2003년 | 영 아담                                   |                                                    |                                                                                   |
| 2003년 | 스테이트먼트                              |                                                    |                                                                                   |
| 2005년 | 브로큰 플라워                             | 페니                                               |                                                                                   |
| 2005년 | 썸석커                                    | 오드리 코브                                        |                                                                                   |
| 2005년 | 콘스탄틴                                  | 가브리엘                                           |                                                                                   |
| 2005년 | 나니아 연대기: 사자, 마녀, 그리고 옷장    | 하얀 마녀                                          |                                                                                   |
| 2006년 | 스테파니 데일리                           | 리디 크레인                                        |                                                                                   |
| 2007년 | 마이클 클레이튼                           | 카렌 크로더                                        | 제61회 영국 아카데미 시상식 (여우조연상) 제80회 미국 아카데미 시상식 (여우조연상) |
| 2007년 | 런던에서 온 사나이                        |                                                    |                                                                                   |
| 2007년 | 스트레인지 컬처                           | 본인                                               |                                                                                   |
| 2008년 | 줄리아                                    |                                                    |                                                                                   |
| 2008년 | 벤자민 버튼의 시간은 거꾸로 간다          | 엘리자베스 애봇                                    | 제35회 새턴 어워즈 (최우수 여우조연상) 제29회 런던 비평가 협회상 (영국여우조연상) |
| 2008년 | 나니아 연대기: 캐스피언 왕자              | 하얀 마녀                                          |                                                                                   |
| 2008년 | 번 애프터 리딩                            | 케이티 콕스                                        |                                                                                   |
| 2009년 | 리미츠 오브 컨트롤                        |                                                    |                                                                                   |
| 2009년 | 아이 엠 러브                              | 엠마                                               |                                                                                   |
| 2010년 | 나니아 연대기: 새벽 출정호의 항해         | 하얀 마녀                                          |                                                                                   |
| 2011년 | 케빈에 대하여                             | 에바                                               | 제24회 유럽영화상 (유러피안 여우주연상)                                           |
| 2012년 | 문라이즈 킹덤                             | 사회복지사                                         |                                                                                   |
| 2012년 | 라디오맨                                  | 본인                                               |                                                                                   |
| 2013년 | 설국열차                                  | 메이슨                                             |                                                                                   |
| 2013년 | 오직 사랑하는 이들만이 살아남는다         | 이브                                               |                                                                                   |
| 2013년 | 제로법칙의 비밀                           | 쉬링크 롬                                          |                                                                                   |
| 2013년 | 데스 포 어 유니콘                         |                                                    |                                                                                   |
| 2015년 | 트레인렉                                  |                                                    |                                                                                   |
| 2016년 | 닥터 스트레인지                           | 에이션트 원                                        |                                                                                   |
| 2016년 | 헤일, 시저!                               | 테살리 대커                                        |                                                                                   |
| 2017년 | 옥자                                      | 루시 미란도                                        |                                                                                   |
| 2018년 | 개들의 섬                                 | 오라클                                             | 애니메이션 영화                                                                   |
| 2018년 | 서스페리아                                | 마담 블랑 / 요제프 클렘페러 박사 / 헬레나 마르코스 |                                                                                   |
| 2019년 | 어벤져스: 엔드게임                        | 에인션트 원                                        |                                                                                   |
| 2019년 | 데드 돈 다이                              | 젤다 윈스턴                                        |                                                                                   |
| 2019년 | 더 퍼스널 히스토리 오브 데이비드 코퍼필드 | 벳시 트롯우드                                      |                                                                                   |
| 2019년 | 수베니어: 파트 I                          | 로설린드                                           |                                                                                   |
| 2019년 | 언컷 젬스                                 | 앤 (목소리)                                        |                                                                                   |
| 2020년 | 라스트 앤 퍼스트 맨                       |                                                    | 나레이션                                                                          |
| 2020년 | 휴먼 보이스                               | 여자                                               |                                                                                   |
| 2021년 | 프렌치 디스패치                           | J. K. L. 버렌슨                                    |                                                                                   |
| 2021년 | 메모리아                                  | 제시카 홀랜드                                      |                                                                                   |
| 2021년 | 수베니어: 파트 II                         | 로설린드                                           |                                                                                   |
| 2022년 | 3000년의 기다림                           | 알리테아 비니                                      |                                                                                   |
| 2022년 | 디 이터널 도터                            | 줄리 / 로절린드                                    |                                                                                   |
| 2022년 | 피노키오                                  | 터키색 머리카락을 가진 요정                        |                                                                                   |
| 2023년 | 애스터로이드 시티                         | 히켄루퍼 박사                                      |                                                                                   |
| 2023년 | 더 킬러                                   | 전문가                                             |                                                                                   |
| 2024   | 룸 넥스트 도어                            | 마사                                               |                                                                                   |
| 2024   | 디 엔드                                   |                                                    |                                                                                   |

## 수상 내역
- 1991년 제48회 베네치아 국제 영화제 볼피컵 여우주연상
- 1992년 제33회 테살로니키 국제 영화제 여우주연상
- 1993년 제19회 시애틀 국제 영화제 여우주연상
- 2001년 제22회 보스턴비평가협회상 여우주연상
- 2001년 라스베이거스비평가협회상 여우주연상
- 2007년 캔자스시티비평가협회상 여우조연상
- 2007년 댈러스-포트워스 비평가협회상 여우조연상
- 2007년 디트로이트비평가협회상 여우조연상
- 2007년 노스텍사스비평가협회상 여우조연상
- 2008년 인터내셔널 온라인필름 크리틱스 폴 어워즈 여우조연상
- 2008년 밴쿠버비평가협회상 여우조연상
- 2008년 제61회 영국 아카데미 영화상(BAFTA) 여우조연상
- 2008년 제80회 아카데미 여우조연상
- 2009년 제29회 런던비평가협회상 영국여우조연상
- 2009년 제35회 새턴어워즈 최우수여우조연상
- 2011년 제24회 유럽영화상 유러피안 여우주연상
- 2011년 오스틴비평가협회상 여우주연상
- 2011년 샌프란시스코비평가협회상 여우주연상
- 2012년 제83회 미국비평가협회상 여우주연상
- 2012년 휴스턴비평가협회상 여우주연상
- 2012년 온라인영화비평가협회상 여우주연상
- 2012년 미국 타임지 세계에서 가장 영향력 있는 100인
- 2013년 제6회 스타일 아이콘 어워즈 본상
- 2014년 앨리스 오브 우먼 필름 저널리스트 어워즈 여우조연상
- 2014년 센트럴오하이오비평가협회상 여우조연상
- 2014년 제35회 보스턴비평가협회상 여우조연상
- 2014년 조지아비평가협회상 여우조연상
- 2014년 라스베이거스비평가협회상 여우조연상
- 2015년 밴쿠버비평가협회상 여우주연상

## 주해
1. ↑  로열 빅토리아 훈장 2등급(KCVO, 작위급 훈장) 수훈. 2등급 이상의 훈장이기 때문에, 기사작위를 함께 받음.